# Henri Couillaud
Henri Couillaud (* 1878 in Bourg-la-Reine; † 1955) war ein französischer Posaunist und Musikpädagoge.
Couillard wirkte als Soloposaunist an der Pariser Oper, bei der Société des Concerts du Conservatoire und bei der Garde Républicaine. 1925 wurde er Nachfolger von Louis Allard als Professor für Posaune am Conservatoire de Paris. 1948 folgte ihm André Lafosse nach. Couillard komponierte eine Anzahl von Lehrwerken für die Posaune.

## Werke
- Vingt Études de Perfectionnement
- 26 Études Techniques
- Trente Études Modernes
- Études de style (Trombone solo)
- Enseignement Complet du Trombone à Coulisse. Études et exercises
- 12 Études Mélodiques
- 4 Études en forme de duos

| Personendaten    | Personendaten                             |
| ---------------- | ----------------------------------------- |
| NAME             | Couillaud, Henri                          |
| KURZBESCHREIBUNG | französischer Posaunist und Musikpädagoge |
| GEBURTSDATUM     | 1878                                      |
| GEBURTSORT       | Bourg-la-Reine                            |
| STERBEDATUM      | 1955                                      |